# Frontière entre la France et Guernesey
La frontière entre la France et Guernesey est intégralement maritime, dans la Manche. Elle sépare le territoire métropolitain de la France de celui du bailliage de Guernesey, dépendance de la Couronne britannique.

## Présentation
Jusqu'à la fin du XXe siècle, il n'existait pas de limite d'État établie entre les eaux françaises et guernesiaises dans la baie de Granville. Il n'y a d'ailleurs pas formellement de traité mais des échanges de notes sur les limites de pêche de 10 juillet 1992 valent comme accord.
La frontière est constituée de deux lignes composées des loxodromies joignant les points suivants, l'un entre Aurigny/Sercq et le Cotentin, l'autre au niveau de la Bretagne.
| Ligne A | ligne B |
| --- | --- |
| - 49° 55' 23" N, 02° 03' 12" O - 49° 48' 34" N, 02° 02' 56" O - 49° 45' 18" N, 02° 03' 28" O - 49° 48' 08" N, 02° 03' 30" O - 49° 44' 09" N, 02° 03' 34" O - 49° 40' 55" N, 02° 03' 52" O - 49° 39' 03" N, 02° 04' 54" O - 49° 38' 32" N, 02° 05' 01" O - 49° 35' 52" N, 02° 06' 16" O - 49° 32' 47" N, 02° 07' 50" O - 49° 32' 36" N, 02° 08' 04" O - 49° 32' 27" N, 02° 08' 15" O - 49° 29' 52" N, 02° 06' 56" O - 49° 27' 38" N, 02° 05' 51" O | - 49° 13' 15" N, 02° 33' 33" O - 49° 13' 29" N, 02° 34' 16" O - 49° 13' 39" N, 02° 34' 43" O - 49° 14' 39" N, 02° 38' 19" O - 49° 15' 36" N, 02° 41' 33" O - 49° 16' 13" N, 02° 43' 57" O - 49° 16' 17" N, 02° 44' 12" O - 49° 16' 47" N, 02° 46' 38" O - 49° 18' 18" N, 02° 56' 09" O |

Ce dernier accord a également autorisé les pêcheurs français à pratiquer leur activité sur le banc de la Schôle, jusqu'à leur retraite, et au plus tard jusqu'au 1er janvier 2010.
Lors du Brexit, en 2021, les tensions se sont ravivées autour des problèmes liés à la pêche.
Au Nord du bailliage, il y a également une frontière théorique si bien que la zone maritime de Guernesey ne rejoint pas la frontière entre la France et le Royaume-Uni mais il existe un corridor français entre les deux entités britanniques.